# إيلسون
إيلسون (مواليد 16 نوفمبر 1981 في كونسيكاو دو أراغوايا - البرازيل) لاعب كرة قدم برازيلي يلعب حاليا لصالح نادي الدرجة الأولى هانوفر الألماني منذ 2010 في مركز الوسط المهاجم .

## وصلات خارجية
- إيلسون على موقع قاعدة بيانات كرة القدم.إي يو (الإنجليزية)
- إيلسون على موقع بيانات كرة القدم. دي إي (الألمانية)
- إيلسون على موقع Soccerway.com (الإنجليزية)
- إيلسون على موقع عالم كرة القدم.نت (الإنجليزية)